# Nordiska Simförbundet
Nordiska Simförbundet er en samarbejdsorganisation for en række nationale forbund. Nordiska Simförbundet er ansvarlig for Nordiske Mesterskaber.
Arbejdet indenfor forbundet gennemføres på "skandinavisk" og værtskabet af organisationen går på skift mellem landene for fire år af gangen. I perioden 2010-2014 er Finland formand.
Følgende organisationer er medlem af forbundet:
- Finland
- Island
- Sverige
- Danmark
- Norge
- Færørene

Herudover er Estland associeret medlem.